# Ángel Fernández Franco
Ángel Fernández Franco, meglio conosciuto come El Torete o El Trompetilla, (Barcellona, 22 gennaio 1960 – Murcia, 26 febbraio 1991) è stato un criminale e attore spagnolo che si è fatto conoscere interpretando al cinema il proprio ruolo nella trilogia di Perros callejeros.

## Biografia
Dopo una carriera nel crimine, El Torete ha recitato come attore nel cosiddetto cinema quinqui, raggiungendo l'apice della sua carriera sotto la direzione di José Antonio de la Loma. Per molti è stato il massimo esponente di questo genere cinematografico che ricrea la vita dei giovani delinquenti all'epoca della transizione democratica dopo la morte di Francisco Franco.
Nel 1977, con Street Dogs - I teppisti della strada, arrivarono per lui il successo e la popolarità. Visto il successo del film ne furono realizzati due sequel, anch'essi interpretati da Franco. Suo fratello Basilio Fernández Franco, morto nel 1995, recita con lui in questi tre film. 
El Torete morì di AIDS il 26 febbraio 1991 a Murcia e venne sepolto nel cimitero di Montjuïc a Barcellona.

## Filmografia
- Street Dogs - I teppisti della strada (Perros callejeros), regia di Jose Antonio de la Loma (1977)
- Strade selvagge (Perros callejeros II), regia di Jose Antonio de la Loma (1979)
- Los últimos golpes de "El Torete", regia di Jose Antonio de la Loma (1980)
- Yo, "El Vaquilla", regia di José Antonio de la Loma Jr. e Jose Antonio de la Loma (1985)